# Psammisia pedunculata
Psammisia pedunculata är en ljungväxtart som beskrevs av A. C. Smith. Psammisia pedunculata ingår i släktet Psammisia och familjen ljungväxter. Inga underarter finns listade i Catalogue of Life.